# Чибисов, Никандр Евлампиевич
Ни́кандр Евла́мпиевич Чи́бисов (24 октября (5 ноября) 1892, станица Романовская, Первый Донской округ, область Войска Донского, Российская империя — 20 сентября 1959, Минск, Белорусская ССР, СССР) — военачальник Красной Армии, командующий армиями и фронтом в Великой Отечественной войне, особо отличившийся при форсировании Днепра, Герой Советского Союза (29.10.1943). Генерал-полковник (1943).

## Молодость и Первая мировая война
Родился в станице Романовской (ныне Волгодонской район Ростовской области) в казачьей семье (по послужному списку Русской императорской армии — из мещан). Русский.
Окончил 4 класса Донской духовной семинарии в 1912 году. В июне 1912 года сдал экзамен на вольноопределяющегося 2-го разряда. Работал заведующим сельскохозяйственным складом в земельном отделе станицы Клетская области войска Донского.
Призван на военную службу в Русскую императорскую армию в октябре 1914 года. Служил рядовым в лейб-гвардии Егерском полку до марта 1915 года, окончил полковую учебную команду, после чего его направили в Петергофскую школу прапорщиков, которую он окончил в 1915 году, и с июля этого года в составе лейб-гвардии Егерского полка воевал на Западном и Юго-Западном фронтах Первой мировой войны: младший офицер и командир роты, штабс-капитан. Был награждён тремя Георгиевскими крестами.
В начале 1917 года был ранен и контужен, после излечения проходил службу комендантом этапа во 2-м и в 3-м гвардейских этапных батальонах, затем был комендантом сборного этапа Юго-Западного фронта в Луцке. Когда началась германская интервенция в феврале 1918 года, был взят в плен германскими войсками в Луцке, но вскоре с группой солдат бежал и добрался до Петрограда.

## Гражданская война
В Красной Армии с февраля 1918 года, вступив в неё в числе первых добровольцев. Участник Гражданской войны. Сначала командовал взводом пограничной заставы на границе с Финляндией на Карельском перешейке, затем командиром взвода 7-го Петергофского батальона воевал против финнов в районе Кеми. С августа 1918 года – командир роты в 9-м стрелковом полку 7-й армии, с ноября 1918 – командир батальона в 166-м стрелковом полку, участвовал в боях против войск генерала Н. Н. Юденича и в сражении за Нарву. С конца апреля 1919 – командир 86-го стрелкового полка, во главе которого он сражался на псковском направлении с белогвардейскими войсками, был ранен. С декабря 1918 – помощник начальника штаба 30-й стрелковой бригады 10-й стрелковой дивизии 16-й армии Западного фронта, в которой сражался с поляками в ходе советско-польской войны 1920 года. В начале 1921 года участвовал в подавлении антисоветских восстаний в Тамбовской и Воронежской губерниях.

## Межвоенный период
С ноября 1921 года – в распоряжении штаба Частей особого назначения (ЧОН) Республики, затем помощник начальника 1-го отдела и начальника оперативной части – 1-й помощник начальника штаба ЧОН в Пскове. С ноября 1923 года служил в Ленинградском военном округе: помощник начальника штаба 1-го стрелкового корпуса, с ноября 1924 – начальник оперативной части штаба этого корпуса, с февраля 1926 – начальник штаба 16-й стрелковой дивизии, с января 1927 – помощник начальника штаба, а с августа 1930 – вновь начальник штаба этой дивизии.
Окончил Военную академию РККА имени М. В. Фрунзе в 1935 году. Затем опять возглавлял штаб 16-й стрелковой дивизии. С ноября 1936 года был начальником 2-го отдела штаба Ленинградского ВО. С августа 1937 года – командир 85-й стрелковой дивизии Уральского военного округа. с марта по май 1938 года – командир 4-го стрелкового корпуса Белорусского военного округа.
С 15 июня 1938 года – начальник штаба Ленинградского военного округа. Во время советско-финской войны – начальник штаба 7-й армии Северо-Западного фронта. С июля 1940 года – заместитель командующего войсками Ленинградского военного округа, с января 1941 года – заместитель командующего войсками Одесского военного округа.

## Великая Отечественная война
С началом Великой Отечественной войны большая часть управления и войск Одесского военного округа была преобразована в 9-ю отдельную армию, а Н. Е. Чибисов с июня по август 1941 года исполнял обязанности командующего войсками округа, занимаясь в основном мобилизацией и формированием соединений и частей. С 15 по 27 июля 1941 года временно командовал также войсками Приморской армии. Короткое время командовал формировавшейся Резервной армией Южного фронта, формирование которой так и не было завершено.
Маршал Советского Союза Крылов Н. И.:
Генерал Чибисов в Одессе пробыл до первых чисел августа, причём я не так уж часто видел его за это время. Но Никандр Евлампиевич запомнился как воплощение кипучей энергии, неистощимой работоспособности. Всё, что он ни делал, он делал увлечённо и как-то весело. От одного общения с ним люди приободрялись и тоже веселели. У Чибисова была масса забот по округу в связи с новыми формированиями. Но и из того, что касалось Приморской армии, он ничего не откладывал до прибытия своего преемника, которого ждали из Москвы.
В конце июля 1941 направлен на Брянский фронт в должности заместителя командующего войсками фронта, одновременно был командующим оперативной группой войск Брянского фронта. С 7 по 13 июля 1942 года – командующий Брянским фронтом, затем вновь заместитель командующего войсками фронта.
С августа 1942 года – командующий 38-й армией на Брянском (с сентября 1942 — на Воронежском) фронтах. Под его командованием армия вела оборонительные под Воронежем всю вторую половину 1942 года и стойко удерживала свои позиции. В январе — марте 1943 года армия участвовала в Воронежско-Касторненской операции и Харьковской наступательной операциях. В ходе оборонительного этапа Курской битвы (5-23 июля) армия принимала участие в отражении наступления на обоянском и прохоровском направлениях.
Маршал Рокоссовский К. К.:
Генерал Н. Е. Чибисов в командование войсками 38-й армии вступил недавно, до этого он был заместителем командующего Брянским фронтом. По своим данным он безусловно был на месте, армией командовал безупречно. Немного смущала меня его неторопливость, пожалуй, даже флегматичность. Хотелось бы, чтобы командарм быстрее на всё реагировал. Но это уж характер человека, его не так-то просто переделать.
Генерал Чибисов успешно командовал 38-й армией в ходе Битвы за Днепр. В Сумско-Прилукской операции части армии освободили города Сумы (2 сентября), Ромны (16 сентября), Прилуки (18 сентября во взаимодействии с 40-й армией), в конце сентября форсировали Днепр севернее Киева и создали Лютежский плацдарм, затем прочно удержав и значительно расширив его.
Указом Президиума Верховного Совета СССР от 29 октября 1943 года за успешное форсирование Днепра, прочное закрепление плацдарма на его западном берегу и проявленные при этом отвагу и геройство генерал-полковнику Чибисову Никандру Евлампиевичу присвоено звание Героя Советского Союза с вручением ордена Ленина и медали «Золотая Звезда» (№ 1220).
Однако 27 октября 1943 года он был снят с должности командующего армией, во многом благодаря усилиям члена Военного совета Воронежского фронта Н. С. Хрущёва:
Чибисов был освобождён от должности, потому что мы с Ватутиным были им недовольны и говорили об этом Сталину.
21 ноября 1943 года был назначен командующим 3-й ударной армией 1-го Прибалтийского фронта. Там участвовал в Городокской операции и в Витебской операции.
1 апреля 1944 года переведён командующим 1-й ударной армией 2-го Прибалтийского фронта, однако на этом посту не смог сработаться с командующим войсками фронта.
Как вспоминал командующий 2-м Прибалтийским фронтом Маршал Советского Союза А. И. Ерёменко:
…Отчётливо помню, как 13 мая в середине дня генерал-полковник Чибисов доложил мне по телефону: «Товарищ командующий, сегодня утром после сильного артиллерийского налёта противник атаковал наш опорный пункт в районе Григоркино и захватил его… мы вернули с. Григоркино, хорошая подготовка и организация атаки дали свои плоды».

Всё это, однако, лишний раз говорило о том, что генерал Чибисов не может обеспечить высокую боевую готовность подчинённых ему войск. Поэтому я решил просить Ставку отозвать генерал-полковника Чибисова в Москву».
С 22 мая 1944 года – начальник Военной академии имени М. В. Фрунзе.

## Послевоенные годы
24 июня 1945 года был командиром сводного расчета Военной академии имени М. В. Фрунзе на историческом параде Победы.
Продолжал руководить академией. С марта по октябрь 1949 года был заместителем председателя ЦК ДОСААФ. Судья всесоюзной категории по пулевой стрельбе (1952).
С октября 1949 – помощник командующего войсками Белорусского военного округа. Уволен в запас в мае 1954 года.
Жил в Минске. Скончался 20 сентября 1959 года. Похоронен на военном кладбище в Минске.

## Отзывы
Никита Сергеевич Хрущёв:
Товарищ Чибисов, вот вы говорите, что творят беззаконие, а вы бы послушали людей. Они утверждают, что те заслужили своё наказание. А относительно старосты, который был при немцах, считают, что он достоин защиты, и оберегают его. Так что дело обстоит не так, как вы говорите: ловят без разбора и вешают. Нет, они разбираются, кого защитить, а кого наказать. Вообще генерал Чибисов был мне несимпатичен. Характер его мне крайне не нравился. Я уже раньше говорил об этом и повторяю сейчас.
Мы тогда назвали Чибисову точное место – село, где он должен разместить свой штаб. Села тогда все были пустыми, действовал приказ о выселении с переднего края всех крестьян. Чибисов должен был разместить свой штаб близко к переднему краю. С ним ездили его жена и дочь, и он возил с собой чуть ли не корову или козу. Адъютантом у него был его зять. Одним словом, это был какой-то подвижной казачий хутор. Он сам казак. Из-за семьи ему несподручно было прижиматься к переднему краю. И тогда, когда мы ехали в 38-ю армию, я сказал Ватутину: "Спросите его, он на новой квартире?". Чибисов ответил: "Да, на новой". Мы поехали на эту новую квартиру. Прибыли. Село совершенно пустое. У крестьянских хат двери закрыты, на подворье все заросло бурьяном и крапивой. Обычно штаб легко найти. Там всегда вертятся офицеры, видны охрана и линии связи. Тут ничего этого не было. Мы туда, сюда, по дорогам проехали: нет, да и только! Тогда мы остановились около какого-то дома, сели на крыльцо и рассуждаем, а адъютанта послали посмотреть еще раз. Смотрим, едет генерал. Видим, Чибисов.
Ватутин набросился на него: "Как же мы раньше вас приехали? Вы же сказали, что вы на новой квартире?". "Никак нет". Я был просто поражён такой его наглостью. Командующему войсками фронта командарм так отвечает! Я сам ведь был свидетелем того, как Ватутин уточнял, где находится Чибисов. Я об этом докладывал потом Сталину, но Сталин почему-то относился к Чибисову значительно терпимее, чем к другим людям, которые и сотой доли такого не делали. Он знал его по Царицыну как казачьего офицера, который служил в Красной Армии. Это, конечно, большая заслуга, особенно в те времена, когда казачество в основном поднялось против Советской власти. Но все же…
Маршал Советского Союза А. И. Еременко:
Знакомясь с войсками 1-й ударной армии, я все более убеждался, что большинство недостатков в боевой деятельности войск и их материальной обеспеченности произошли по вине командующего армией генерал-полковника Чибисова, который, как выяснилось, почти не бывал в войсках, никогда лично не руководил учебой подчинённых, не проводил учений в войсках. Никандр Евлампиевич Чибисов был моим ровесником, он происходил из трудовой семьи. Тем не менее ему удалось ещё в дореволюционное время получить приличное образование: он учился в духовной семинарии, а затем в лесном институте. В 1913 г., как и я, был призван в царскую армию, попал в гвардейскую часть и, имея хорошую общеобразовательную подготовку, быстро пошёл в гору. Окончив школу прапорщиков, он к концу империалистической войны командовал ротой в гвардейском полку в Петергофе, получив чин штабс-капитана. После Октября он перешёл на сторону Советской власти и активно участвовал в гражданской войне. Великая Отечественная война застала Чибисова в должности командующего Отдельной Приморской армией, затем он был заместителем командующего Брянским фронтом у М. М. Попова, в 1942 г. командовал некоторое время 3-й ударной армией. В довоенное время Никандр Евлампиевич окончил Военную академию им. Фрунзе, он был человеком хорошо подготовленным в оперативном отношении, обладавшим вообще широкими и разносторонними знаниями и интересами. Он, например, был большим знатоком и любителем музыки и утверждал, что не может жить без рояля.

Хотя, как я говорил, Никандр Евлампиевич был моим ровесником (в то время нам только что перевалило за пятьдесят), он как-то потерял форму строевого командира, стал малоподвижным, руководил войсками главным образом с командного пункта, через заместителей и помощников. Знания и опыт Чибисова, несомненно, должны были быть использованы, но требованиям, предъявляемым к командарму в военное время на активном участке, он к тому времени уже не отвечал. Этот вывод я, конечно, сделал не сразу, ибо нет ничего более вредного, чем принятие скоропалительных решений о людях вообще и крупных руководителях в особенности. Но изучая в течение месяца стиль работы генерала Чибисова, я понял, что он принесёт больше пользы на другом посту в тылу. Об этом я и донёс в Ставку в середине мая, после чего Чибисов был отозван в Москву и вскоре назначен начальником Военной академии им. М. В. Фрунзе, которую возглавлял, однако, очень непродолжительное время.

## Воинские звания
- Полковник — 13 декабря 1935;
- Комбриг — 17 февраля 1938;
- Комдив — 4 ноября 1939;
- Комкор — 21 марта 1940;
- Генерал-лейтенант — 4 июня 1940;
- Генерал-полковник — 7 ноября 1943.

## Награды

### Российская империя
Награждён Георгиевским крестом 2-й, 3-й, 4-й степеней

### СССР
- Герой Советского Союза (29.10.1943);
- Три ордена Ленина (21.03.1940, 29.10.1943, 21.02.1945);
- Три ордена Красного Знамени (22.02.1938; 3.11.1944, 24.06.1948);
- Орден Суворова 1-й степени (8.02.1943);
- Медаль «За оборону Одессы»;
- Другие медали.

## Память
- Именем Героя названа улица в родной станице.
- Именем Героя названа улица в г. Сумы (Украина).
- Генерал Чибисов является прототипом главного героя романа Георгия Владимова «Генерал и его армия».[12]